# Thomas Rundqvist
Thomas Rundqvist (* 4. Mai 1960 in Vimmerby) ist ein ehemaliger schwedischer Eishockeyspieler, und nun Sportchef bei Färjestad BK. Seine Söhne David und Adam sind ebenfalls Eishockeyspieler.

## Karriere
Rundqvist begann seine Karriere 1978 bei Färjestad BK in Schweden. Während seiner erfolgreichen Zeit dort bis 1993, stand er national in 494 Spielen auf dem Eis (173 Tore/441 Punkte) und gewann dreimal die schwedische Meisterschaft (1981, 1986 und 1988). Beim NHL Entry Draft 1983 wurde er in der 10. Runde an 198. Stelle von den Montréal Canadiens ausgewählt. Daraufhin ging er für eine Saison in die NHL, brachte es dort aber nur auf zwei Einsätze. 1991 wurde er mit dem Guldpucken der Elitserien ausgezeichnet.
International nahm er mit der schwedischen Eishockeynationalmannschaft an acht Eishockey-Weltmeisterschaften teil und gewann zwei Gold- und drei Silbermedaillen. Dreimal nahm er mit den „Tre Kronor“ an Olympischen Spielen teil und gewann hier zwei Bronzemedaillen (1984 und 1988). Als er seine internationale Karriere beendete, hatte er es auf 267 Länderspieleinsätze gebracht.
Seine Spielerkarriere beendete er bei der VEU Feldkirch in Österreich, mit dem er in jedem seiner fünf Jahre dort den Meistertitel (1993 bis 1998) und auch 1998 die European Hockey League gewann.
2007 wurde er mit der Aufnahme in die IIHF Hall of Fame geehrt.

## Erfolge und Auszeichnungen
| - 1981 Schwedischer Meister mit Färjestad BK - 1985 Calder-Cup-Gewinn mit den Sherbrooke Canadiens - 1986 Schwedischer Meister mit Färjestad BK - 1988 Schwedischer Meister mit Färjestad BK - 1991 Guldpucken - 1994 Österreichischer Meister mit der VEU Feldkirch | - 1995 Österreichischer Meister mit der VEU Feldkirch - 1996 Österreichischer Meister mit der VEU Feldkirch - 1997 Österreichischer Meister mit der VEU Feldkirch - 1998 Österreichischer Meister mit der VEU Feldkirch - 2007 Aufnahme in die IIHF Hall of Fame |

### International
| - 1978 Bronzemedaille bei der U18-Junioren-Europameisterschaft - 1980 Bronzemedaille bei der Junioren-Weltmeisterschaft - 1984 Bronzemedaille bei den Olympischen Winterspielen - 1986 Silbermedaille bei der Weltmeisterschaft - 1987 Goldmedaille bei der Weltmeisterschaft | - 1988 Bronzemedaille bei den Olympischen Winterspielen - 1990 Silbermedaille bei der Weltmeisterschaft - 1991 Goldmedaille bei der Weltmeisterschaft - 1991 All-Star-Team der Weltmeisterschaft - 1993 Silbermedaille bei der Weltmeisterschaft - 1998 Sieg der European Hockey League |